# سیمپل اسکینکر
سیمپل اسکینکر (انگلیسی: Simple Skincare) شرکت لوازم بهداشتی بریتانیایی است، که در سال ۱۹۶۰ تأسیس شد.